# Cantón de Osa
Cantón de Osa är en kanton i Costa Rica.   Den ligger i provinsen Puntarenas, i den södra delen av landet, 140 km sydost om huvudstaden San José.